# Botyodes flavibasalis
Botyodes flavibasalis là một loài bướm đêm trong họ Crambidae.

## Hình ảnh

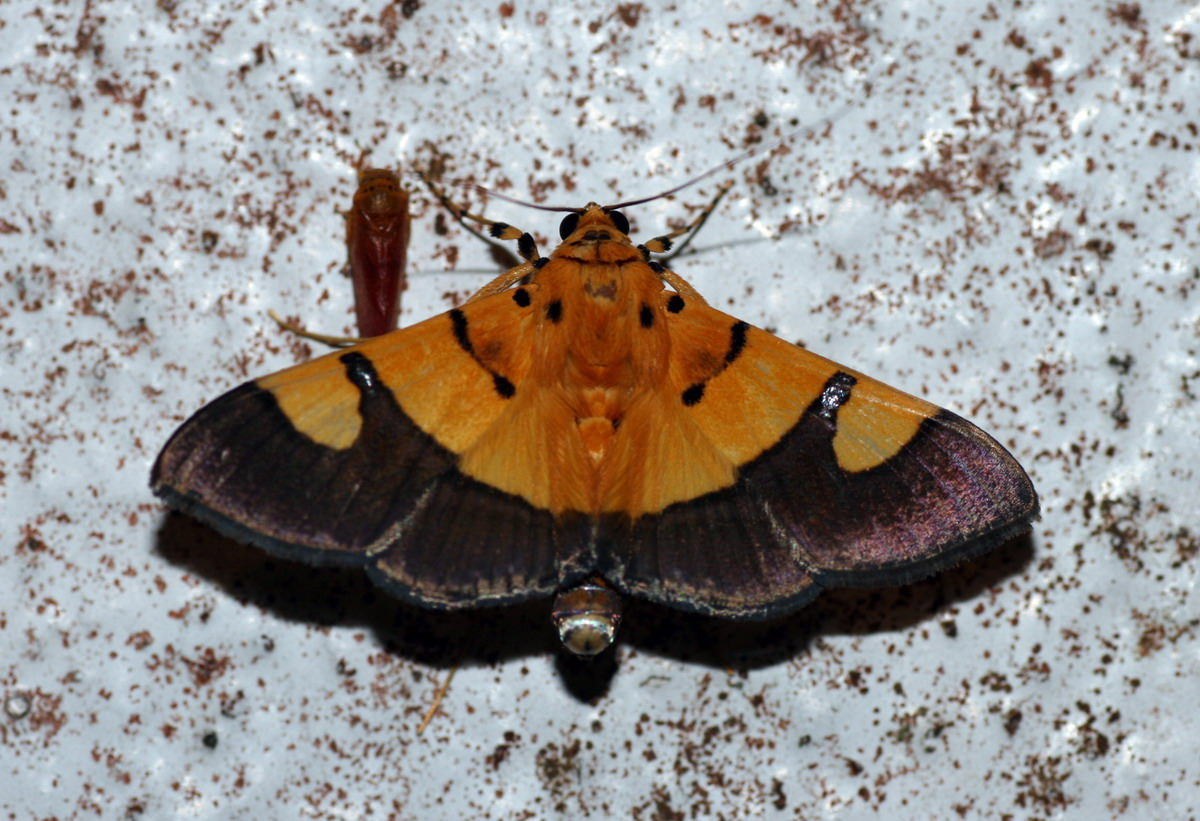